# Claude Kiambe
Claude Kiambe (16 de setembre del 2003 en la República Democràtica del Congo), més conegut com a Claude, és un cantant neerlandès. Va ser seleccionat internament per a representar els Països Baixos al Festival de la Cançó d'Eurovisió 2025 amb la cançó C'est La Vie (La vida és així).